# Região Geográfica Imediata de Confresa-Vila Rica

Localização da Região Imediata de Confresa-Vila Rica no Estado de Mato Grosso.

A Região Geográfica Imediata de Confresa-Vila Rica é uma das 18 regiões imediatas do estado brasileiro de Mato Grosso, uma das 3 regiões imediatas que compõem a Região Geográfica Intermediária de Barra do Garças e uma das 509 regiões imediatas no Brasil, criadas pelo IBGE em 2017. É composta de 13 municípios.
A região é formada pelos seguintes municípios: Alto Boa Vista, Bom Jesus do Araguaia, Canabrava do Norte, Confresa, Luciara, Novo Santo Antônio, Porto Alegre do Norte, Santa Cruz do Xingu, Santa Terezinha, São Félix do Araguaia, São José do Xingu, Serra Nova Dourada e Vila Rica.
Cidade População 2021
Alto Boa Vista                       7.092
Bom Jesus do Araguaia      6.830
Canabrava do Norte             4.711
Confresa                                 32.076
Luciara                                    2.036
Novo Santo Antônio             2.769
Porto Alegre do Norte          12.849
Santa Cruz do Xingu             2.700
Santa Terezinha                     8.547
São Félix do Araguaia           11.934
São José do Xingu                 5.646
Serra Nova Dourada              1.705
Vila Rica                                  26.946
______________________________________
Total                                        125.841